# Richard Williams (allenatore di tennis)
Richard Dove Williams Jr. (Shreveport, 16 febbraio 1942) è un allenatore di tennis statunitense, noto per essere il padre e il primo allenatore delle sorelle Williams.
Nel film Una famiglia vincente - King Richard a lui dedicato è interpretato da Will Smith.